# Star Wars: The Bad Batch/Episodenliste

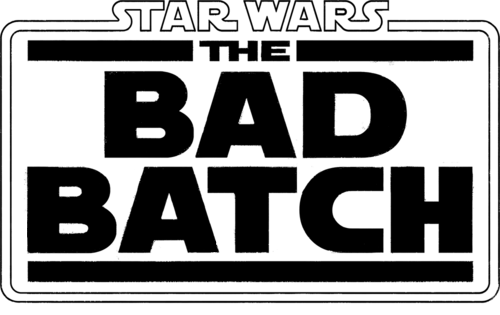
Logo der Serie

Diese Episodenliste enthält alle Episoden der US-amerikanischen Computeranimationsserie Star Wars: The Bad Batch, sortiert nach der US-amerikanischen Erstausstrahlung. Die Serie lief vom 4. Mai 2021 bis zum 1. Mai 2024 auf dem Streamingdienst Disney+ und umfasst drei Staffeln mit insgesamt 47 Episoden mit einer durchschnittlichen Laufzeit von 24 Minuten. Nur die Pilotfolge umfasst eine Länge von 70 Minuten. Die zweite Staffel startete am 4. Januar 2023, die dritte und zugleich letzte Staffel folgte ab dem 21. Februar 2024.

## Übersicht
| Staffel | Episodenanzahl | Erstveröffentlichung USA | Erstveröffentlichung USA | Deutschsprachige Erstveröffentlichung | Deutschsprachige Erstveröffentlichung |
| Staffel | Episodenanzahl | Premiere                 | Finale                   | Premiere                              | Finale                                |
| ------- | -------------- | ------------------------ | ------------------------ | ------------------------------------- | ------------------------------------- |
| 1       | 16             | 4. Mai 2021              | 13. August 2021          | 4. Mai 2021                           | 13. August 2021                       |
| 2       | 16             | 4. Januar 2023           | 29. März 2023            | 4. Januar 2023                        | 29. März 2023                         |
| 3       | 15             | 21. Februar 2024         | 1. Mai 2024              | 21. Februar 2024                      | 1. Mai 2024                           |

## Staffel 1
| Nr. (ges.) | Nr. (St.) | Deutscher Titel           | Originaltitel    | Erstveröffentlichung | Deutschsprachige Erstveröffentlichung (D/A/CH) | Regie                                         | Drehbuch                       |
| --- | --------- | ------------------------- | ---------------- | -------------------- | ---------------------------------------------- | --------------------------------------------- | ------------------------------ |
| 1 | 1         | Nachwirkungen             | Aftermath        | 4. Mai 2021          | 4. Mai 2021                                    | Steward Lee, Saul Ruiz & Nathaniel Villanueva | Jennifer Corbett & Dave Filoni |
| Sergeant Hunter, Wrecker, Tech, Crosshair und Echo sind auf einer Mission, als die Order 66 ausgerufen wird. Anders als die anderen Klone ignorieren sie den Befehl. Zurück auf Kamino erfahren sie, dass die Republik nun zum Galaktischen Imperium umgestaltet wurde und der ehemalige Kanzler Sheev Palpatine zum Imperator geworden ist. Während Crosshair diesen Wechsel akzeptiert, sind die anderen vier skeptisch und verweigern den Befehl, als sie bemerken, dass sie gegen Zivilisten eingesetzt wurden. Crosshair schlägt sich auf Seiten des Imperiums, während Sergeant Hunter, Wrecker, Tech und Echo fliehen. Dabei nehmen sie das kleine Mädchen Omega mit, die – laut Analyse von Tech – ebenfalls ein genetisch mutierter Klon ist und ebenfalls von Kamino stammt. |           |                           |                  |                      |                                                |                                               |                                |
| 2 | 2         | Familientreffen           | Cut and Run      | 7. Mai 2021          | 7. Mai 2021                                    | Steward Lee                                   | Gursimran Sandhu               |
| Sergeant Hunter, Wrecker, Tech, Echo und Omega landen auf dem Planeten Saleucami, wo sie auf ihren alten Kameraden Cut Lawquane treffen. Dieser verließ die Klonarmee einst und gründete mit seiner Frau Suu eine Familie. Auf der Flucht vor dem Imperium und Gouverneur Tarkins Truppen versuchen die Klone, der Familie von Cut – als Zivilisten getarnt – dabei zu helfen, vom Planeten zu fliehen und unterzutauchen. Die Truppe fliegt jedoch auf und wird von einer Einheit von Klonsoldaten entdeckt, woraufhin ein Gefecht entbrennt. Omega lassen sie zunächst bei Cut, um dieser bei dessen Familie und Kindern ein gutes Leben abseits des Krieges zu ermöglichen. Omega kehrt jedoch zurück zur Kloneinheit 99 und hilft bei der Flucht. Als alle den Planeten verlassen können, wird Omega von den Klonen schließlich in ihrer Mitte aufgenommen. |           |                           |                  |                      |                                                |                                               |                                |
| 3 | 3         | Die neue Einheit          | Replacements     | 14. Mai 2021         | 14. Mai 2021                                   | Nathaniel Villanueva                          | Matt Michnovetz                |
| Bei einer Bruchlandung mit ihrem Schiff Marauder landen die Kloneinheit 99 und Omega auf einem abgelegenen Mond. Wrecker gibt offen zu, den abtrünnigen Crosshair zu vermissen, welcher unterdessen von den Kaminoanern – unter den Befehlen von Tarkin und Vizeadmiral Rampart – zu einem imperialen Elite-Soldaten gemacht werden soll. Auf dem Mond stiehlt ein Ordo-Monddrache einen Schiffskondensator, woraufhin Omega das Teil ohne einen Kampf mit der Kreatur zurückholt. Crosshair wird mit einer Elite-Einheit – bestehend aus Nicht-Klonen des Imperiums – von Tarkin nach Onderon entsandt, wo sie Saw Gerrera aufspüren sollen. Dieser ist bei ihrer Ankunft jedoch bereits unauffindbar, woraufhin Crosshair eine wehrlose Geisel und einen Befehlsverweigerer seiner neuen Einheit tötet. Auf Kamino gibt Gouverneur Tarkin nach der Rückkehr der Soldaten Vizeadmiral Rampart den Auftrag, eine neue Streitmacht ins Leben zu rufen und die Produktion weiterer Klone einzustellen, diese jedoch noch weiterhin als Mittel zum Zweck eines Plans zu nutzen. Lama Su befürchtet, dass die Klonkrieger durch die neuen Soldaten ersetzt werden sollen. Um die Klone unentbehrlich zu machen, schlägt er die Umsetzung eines Experiments für eine neue Stufe von Klonkriegern vor, um sich eine langjährige Kooperation mit dem Imperium zu sichern. Die Kloneinheit 99, die inzwischen von dem Mond geflohen ist, zeigt Omega ihr eigenes Zimmer, welches Wrecker für sie im Schiff eingerichtet hat.                                                            |           |                           |                  |                      |                                                |                                               |                                |
| 4 | 4         | Gejagt                    | Cornered         | 21. Mai 2021         | 21. Mai 2021                                   | Saul Ruiz                                     | Christian Taylor               |
| Um Nahrungsvorräte für den Weiterflug zu beschaffen und um das Schiff so umzubauen, dass es vom Imperium nicht identifiziert werden kann, rasten die Klone und Omega auf dem Planeten Pantora. Kurz nach ihrer Ankunft wird ein Aufseher des Landeplatzes auf die Kloneinheit 99 aufmerksam und vermittelt diese Information an die Kopfgeldjägerin Fennec Shand, die es auf Omega abgesehen hat. Während Wrecker und Tech sich mit dem Umbau des Schiffes befassen, besorgen Hunter, Echo und Omega die benötigten Vorräte. Um diese bezahlen zu können, verkauft Hunter – den als Droiden getarnten – Echo. Als Hunter und Omega sich in der Stadt von Pantora kurzzeitig aus den Augen verlieren, lauert die Fennec Shand dem Mädchen auf, die sich ihr gegenüber gespielt freundlich und hilfsbereit gibt. Als Hunter dazustößt, gibt sich die Kopfgeldjägerin zu erkennen und ein Kampf entbrennt. Hunter gibt Omega den Befehl zu fliehen, woraufhin Shand ihre Verfolgung aufnimmt. In einer wilden Verfolgungsjagd gelingt es Hunter und Omega, Shand abzuschütteln. Unterdessen beendet Echo, der vor seinem Käufer geflohen ist, mit einigen mitgenommenen Droiden die Modifikation des Schiffes, woraufhin die Kloneinheit 99 mit Omega den Planeten wieder verlassen kann. Auf Pantora überbringt Fennec Shand ihrem Auftraggeber die Botschaft, die Jagd nach Omega fortzusetzen. |           |                           |                  |                      |                                                |                                               |                                |
| 5 | 5         | Neue Kontakte             | Rampage          | 28. Mai 2021         | 28. Mai 2021                                   | Steward Lee                                   | Tamara Becher-Wilkinson        |
| Um mehr über die Attentäterin Fennec Shand herauszufinden, begeben sich die Kloneinheit 99 und Omega nach Ord Mantell und suchen auf Echos Vorschlag hin die Trandoshanerin Cid, welche einst eine Informantin der Jedi war. Cid hat Informationen über Shand und bittet die Klone für diese um eine Gegenleistung. Daraufhin befreien die Klone im Auftrag von Cid den gefangenen Rancor Muchi, sowie einige weitere Sklaven aus einem Lager von Zygerrianern. Nachdem ihnen die Befreiung gelungen ist, und Cid den Rancor über seinen Lakaien Bib Fortuna zu Jabba dem Hutten bringen lässt, offenbart sie der Kloneinheit 99 ihr Wissen über Fennec Shand. |           |                           |                  |                      |                                                |                                               |                                |
| 6 | 6         | Stillgelegt               | Decommissioned   | 4. Juni 2021         | 4. Juni 2021                                   | Nathaniel Villanueva                          | Amanda Rose Muñoz              |
| Im Auftrag von Cid begeben sich die Klone und Omega nach Corellia, wo sie einen alten separatistischen Taktikdroiden stehlen sollen, ehe dieser unter der neuen imperialen Regierung verschrottet werden soll. Bei ihrer Mission in einer Fabrik stoßen sie auf die Schwestern Trace und Rafa Martez, die auch auf der Suche nach Taktikdroiden sind. Mitten im Gefecht gegen angreifende Polizeidroiden klagt Wrecker wiederholt über starke Kopfschmerzen und bricht zusammen. Nachdem eine der beiden Schwestern Omega vor dem Verbrennen rettet, schließen sich die beiden Parteien zusammen und programmieren den Kopf des Taktikdroiden um. Über diesen können sie den Befehl geben, alle verbliebenen Kampfdroiden der ehemaligen separatistischen Armee zu aktivieren, um die angreifenden Polizeidroiden zu vernichten. Dadurch gelingt den Klonen, den Schwestern, sowie dem wieder erwachten Wrecker die Flucht. Bevor sie sich von den Martez-Schwestern verabschieden, übergibt Hunter ihnen die von Tech überspielten Daten des Taktikdroiden. Als Trace und Rafa Corellia mit ihrem Schiff verlassen haben, kontaktieren sie eine geheimnisvolle Person, der sie von der Kloneinheit 99 und den Daten des Droiden berichten. |           |                           |                  |                      |                                                |                                               |                                |
| 7 | 7         | Alte Narben               | Battle Scars     | 11. Juni 2021        | 11. Juni 2021                                  | Saul Ruiz                                     | Jennifer Corbett               |
| Nachdem die Klone und Omega einen weiteren Auftrag für Cid absolviert haben, treffen sie in der Kneipe auf die zuvor von den Martez-Schwestern kontaktierte Person, welche sich als Captain Rex herausstellt. Als Rex jedoch erfährt, dass die Gruppe noch ihre Inhibitor-Chips hat, beschließt er ihnen zu helfen, die Chips zu entfernen. Dazu begeben sie sich nach Bracca, wo die Gruppe auf einen alten Jedi-Kreuzer der Venator-Klasse stößt. Als sie mit der Operation beginnen wollen, wird Wreckers Chip aktiviert, wobei dieser Amok läuft und das Team überwältigt. Gerade als er kurz davor ist, Omega ernsthaft zu verletzen, wird er von Rex betäubt. Nachdem es gelingt Wreckers Chip zu entfernen, wenden sie sich den anderen zu. Bei der Verabschiedung von Rex werden die Klone von der Abwrack-Gilde entdeckt, die den Aufenthalt der Eindringlinge dem Imperium meldet. |           |                           |                  |                      |                                                |                                               |                                |
| 8 | 8         | Wiedersehen               | Reunion          | 18. Juni 2021        | 18. Juni 2021                                  | Steward Lee                                   | Christian Taylor               |
| Immer noch auf Bracca bemerken die Klone, dass sie entdeckt wurden und beseitigen ihre Verfolger der Abwrack-Gilde. Auch Crosshair auf Kamino erfährt vom Aufenthaltsort der Kloneinheit 99 und begibt sich mit seiner Elite-Einheit, sowie einem Trupp Klonkrieger nach Bracca. Unterdessen befürchten die Kaminoaner, dass die imperiale Präsenz auf Bracca ihrem Notfallplan schaden könnte und beschließen einen weiteren Kopfgeldjäger darauf anzusetzen, Omega zurück in ihre Heimat zu bringen. Als Crosshair schließlich im Wrack des Jedi-Kreuzers erneut auf seine alten Kameraden trifft, versuchen Hunter und Omega ihn davon zu überzeugen, dass er dem Imperium nur aufgrund seines aktiven Inhibitor-Chips dient. Dieser ignoriert dies jedoch und versucht mit seinen Truppen die Kloneinheit 99 mit der Reaktivierung der Triebwerke des Kreuzers zu töten, in welchem sich die Klone vor den Angreifern verstecken. Ihnen gelingt es, das Triebwerk abzusprengen, wobei Crosshair trotz der Deaktivierung der Triebwerke schwer verletzt wird. Bei der Marauder werden Hunter und Omega bei ihrer Flucht von dem Kopfgeldjäger Cad Bane konfrontiert. Bane schafft es, Omega gefangen zu nehmen, nachdem er Hunter mit seinem Blaster in die Brust schießt. Hunter, der durch seine Panzerung nur knapp überlebt hat, und den anderen Klonen seiner Einheit gelingt die Flucht von Bracca. Crosshair hingegen bleibt mit seinen Truppen zurück. |           |                           |                  |                      |                                                |                                               |                                |
| 9 | 9         | Entgangene Beute          | Bounty Lost      | 25. Juni 2021        | 25. Juni 2021                                  | Brad Rau & Nathaniel Villanueva               | Matt Michnovetz                |
| Im Luftraum von Bracca verfolgt Crosshair seine ehemaligen Kameraden, wobei Hunter hofft Omega zu finden und sich im Gegensatz zu den anderen weigert, in den Hyperraum zu springen. Derweil wird Omega von Bane auf dessen Schiff, der Justifier, festgehalten und verhört. Danach nimmt Bane mit Lama Su Kontakt auf, der sich gerade mit Nala Se und Taun We unterhält, und verspricht die Beute wie geplant abzuliefern. Als das Schiff auf dem Planeten Bora Vio ankommt, flieht Omega, wobei Bane die Verfolgung aufnimmt und die tote Taun We findet. Diese wurde von Fennec Shand ermordet, welche Bane in einen Kampf verwickelt. Zwischenzeitlich findet Tech heraus, dass die Kaminoaner Omegas DNA brauchen, da sie der letzte reine Klon von Jango Fett ist, weil dessen erster Klon, Boba Fett (Codename: „Alpha“), als unauffindbar gilt. Omega wiederum flüchtet in die verlassene Kloneinrichtung des Planeten und sendet im Embryonenraum mit Hilfe einer Antenne ein Signal an Einheit 99, welche sich auf den Weg machen. Jedoch findet Shand Omega und möchte, dass sie mit ihr kooperiert. Als Antwort stürzt letztere einen Tank mit einem Kaminoaner auf sie und wird von der Marauder gerettet. Shand kann nach einem weiteren Kampf mit Bane flüchten und spricht mit Nala Se, wobei sich herausstellt, dass sie und Lama Su gegeneinander arbeiten, ohne dass er es weiß. Zurück auf der Marauder erklärt Omega, dass sie nie wieder nach Kamino zurück will.                                                                                        |           |                           |                  |                      |                                                |                                               |                                |
| 10 | 10        | Vorurteile                | Common Ground    | 2. Juli 2021         | 2. Juli 2021                                   | Saul Ruiz                                     | Gursimran Sandhu               |
| Auf dem Planeten Raxus, dem Hauptsitz der ehemaligen Separatistenbewegung, wird der Senator Avi Singh verhaftet, nachdem er die neuen Vorhaben der imperialen Besatzung kritisiert. Zurück auf Ord Mantell macht Cid die Einheit 99 darauf aufmerksam, dass sie ihre Schulden noch immer nicht beglichen haben. Darum erteilt sie ihnen den Auftrag, den inhaftierten Senator zu befreien. Jedoch verbietet Hunter Omega, sie zu begleiten, weswegen sie bei Cid verbleibt. Auf Raxus angekommen, bahnt sich die Einheit 99 den Weg in den besetzten Palast und befreit den Senator, wobei es auf dem Rückweg zu einem Feuergefecht mit mehreren AT-TE-Kampfläufern kommt. Parallel erkennt Cid Omegas strategisches Geschick beim Dejarik und lässt sie mehrere Partien spielen. Nachdem die Einheit 99 zurückkehrt und ihren Auftrag erfüllt hat, verkündet Cid, dass Omega die Schulden beglichen hat, wonach Hunter sie bei einer Partie auf die Probe stellt. |           |                           |                  |                      |                                                |                                               |                                |
| 11 | 11        | Ein Pakt mit dem Imperium | Devil's Deal     | 9. Juli 2021         | 9. Juli 2021                                   | Steward Lee                                   | Tamara Becher-Wilkinson        |
| Auf Ryloth versucht das Imperium unter Vizeadmiral Rampart die Bevölkerung mithilfe des Senators Orn Free Taa unter Kontrolle zu bringen. Diese weigert sich und fordert Cham Syndulla, welcher zu ihnen spricht, aber seinen Bruder als Rebellenführer verhaften lässt. Derweil befindet sich Syndulla's Tochter Hera mit ihrem Droiden Chopper in einer Sperrzone, wobei sie entdeckt wird. Jedoch wird sie später von ihrem Vater vor ernsten Konsequenzen bewahrt. Später nimmt ein Vertrauter ihres Vaters sie mit und fliegt mit ihr zu einem Mond, wo sie auf die Einheit 99 treffen, welche im Auftrag von Cid kommen. Parallel fordert Orn Free Taa die Auslöschung von Syndulla und dessen Familie. Nach einer kurzzeitigen Inhaftierung wird Hera von ihrem Vater befreit, wobei Rampart inklusive dessen Begleitung verhaftet wird. Als Syndulla Taa für dessen Verrat erschießen will, aber es nicht über sich bringt, wird der Senator von Crosshair exekutiert. Während Heras Eltern für den Mord am Senator von Rampart verhaftet werden, wird diese von Chopper in Sicherheit gebracht. |           |                           |                  |                      |                                                |                                               |                                |
| 12 | 12        | Hilferuf                  | Rescue on Ryloth | 16. Juli 2021        | 16. Juli 2021                                  | Nathaniel Villanueva                          | Jennifer Corbett               |
| Nachdem Cham Syndulla und seine Frau nach dem vermeintlichen Attentat auf den Senator eingesperrt werden, sendet Hera einen Hilferuf an die Kloneinheit 99, die sich nach anfänglichem Zögern schließlich zurück nach Ryloth begibt. Unterdessen erhält Crosshair von Vizeadmiral Rampart den Auftrag, nach der geflohenen Hera zu suchen, welche inzwischen mit der Kloneinheit und Omega einen Plan schmiedet, ihre Eltern aus den Fängen des Imperiums zu befreien. Der Plan gelingt und Cham und Eleni Syndulla, sowie mehrere weitere gefangene Anhänger des Freiheitskämpfers können gemeinsam mit Hunter und Echo fliehen. Bei ihrer Flucht treffen sie auf Captain Howzer, der einsieht, dass das Imperium im Unrecht ist und den Flüchtigen dabei hilft, Ryloth zu verlassen. Howzer konfrontiert seine Einheit mit seiner Einsicht und schafft es zunächst, seine Truppen auf seine Seite zu ziehen, woraufhin diese ihre Waffen niederlegen. Jedoch lässt Crosshair, der das Szenario aus der Ferne beobachtet hat, die abtrünnigen Klonkrieger samt Howzer für ihren Verrat am Imperium verhaften. Crosshair erhält von Rampart auf seine Anfrage hin die Erlaubnis, die Verfolgung seiner einstigen Kameraden und Omega aufzunehmen, die sich nach der geglückten Flucht unterdessen von den Syndullas verabschiedet haben. |           |                           |                  |                      |                                                |                                               |                                |
| 13 | 13        | Befallen                  | Infested         | 23. Juli 2021        | 23. Juli 2021                                  | Saul Ruiz                                     | Amanda Rose Muñoz              |
| Zurück auf Ord Mantell treffen die Klone und Omega nicht wie erwartet auf ihre Auftraggeberin Cid, sondern auf den Kriminellen Roland Durand der Cids Spielsalon an sich gerissen hat. Die Kloneinheit 99 entschließt sich, Cid dabei zu helfen, ihren Laden zurückzubekommen. Durch unterirdische Gänge unterhalb des Spielesalons gelingt es den Klonen und Cid, mehrere Kisten Gewürze von Durand zu stehlen, welches dieser als Bezahlung an das Pyke-Syndikat übergeben muss. Nachdem die Pykes Durand aufgesucht haben und mehrere seiner Anhänger getötet haben, konfrontieren sie Cid und die Klone mit dem Diebstahl des Gewürzes, das diese jedoch während einer Verfolgungsjagd in einer Schlucht kurz zuvor verloren haben. Die Pykes stellen der Kloneinheit 99 ein Ultimatum und behalten Omega bei sich, um diesen eine letzte Gelegenheit zu geben, die verlorenen Kisten zurückzuholen. Nachdem sie die Gewürz-Kisten in der Schlucht erfolgreich bergen können, lassen die Pykes Omega frei, schneiden Roland Durand jedoch als Bestrafung ein Horn ab und ziehen von dannen. Cid lädt die Kloneinheit auf ein Freigetränk in ihrem wieder zurückgewonnenen Laden ein. |           |                           |                  |                      |                                                |                                               |                                |
| 14 | 14        | Projekt „Kriegsmantel“    | War-Mantle       | 30. Juli 2021        | 30. Juli 2021                                  | Steward Lee                                   | Damani Johnson                 |
| Zurück auf der Marauder erhält die Kloneinheit 99 eine Holobotschaft von Captain Rex, welcher sie bittet, den Klon CT-5576 zu befreien. Auf Kamino ahnt Premierminister Lama Su, dass das Imperium sich ihnen früher oder später entledigen wird und äußert gegenüber Nala Se, dass er ihre Abreise organisieren wird. Auf dem Planeten Daro findet die Einheit 99 eine versteckte Anlage und dringt nach Echos Drängen ein, um den Klon zu finden. Als sie ihn befreien, stellt dieser sich als Captain Gregor heraus und erklärt, dass er die neuen Soldaten trainiert hatte. Bei ihrer Flucht aus der Anlage muss sich die Gruppe unter anderem gegen die neuen TK-Truppler sowie Klon Kommandos wehren; dabei wird ihnen klar, dass in den Rüstungen nun Menschen stecken, welche die Klone ersetzen sollen. Beim Abflug wird die Marauder von mehreren V-Flüglern beschossen, wodurch Hunter von der Laderampe stürzt und von seinen Kameraden getrennt wird. Trotz des Widerspruchs von Omega und den anderen, befiehlt Hunter ihnen zu fliehen. Kurz darauf wird Hunter gefangen genommen, während die anderen in den Hyperraum springen und somit der Armada von V-Flüglern entkommen. Währenddessen verkündet Rampart, dass das Imperium eher Wissenschaftler als Politiker benötigt und lässt Nala Se wegbringen, während Lama Su von zwei Elitetrupplern bewacht in seinem Raum zurückbleibt. Hunter wird unterdessen von Crosshair besucht, welcher sich überrascht gibt, da er die ganze Einheit erwartet hatte, aber erklärt, dass Hunter allein ihm auch reicht. |           |                           |                  |                      |                                                |                                               |                                |
| 15 | 15        | Rückkehr nach Kamino      | Return to Kamino | 6. Aug. 2021         | 6. Aug. 2021                                   | Nathaniel Villanueva                          | Matt Michnovetz                |
| Während Hunter von Crosshair nach Kamino gebracht wird, versucht Omega auf Ord Mantell die anderen der Einheit 99 zu überzeugen, ihren Anführer zu retten. Nach anfänglichem Zögern folgen sie jedoch einem Signal, dass von Crosshair insgeheim als Falle gedacht ist. Dieser bringt Hunter zu Vizeadmiral Rampart, welcher sich überrascht gibt, dass nur der Anführer gefangen genommen wurde. Parallel dringt der Rest von Hunters Einheit in die Klonanlage ein und kommt in das Labor, in welchem sowohl Omega als auch sie selbst erschaffen wurden. Crosshair hingegen bringt Hunter in den Trainingsraum, wo wenig später auch Echo, Tech und Wrecker eintreffen. Obwohl ersterer seine ehemaligen Kameraden dazu auffordert, sich dem Imperium anzuschließen, exekutiert er sein neues Team und kämpft mit seiner ehemaligen Einheit gegen anrückende Trainingsdroiden. Kurz danach setzt Hunter Crosshair mit einem Betäubungsschuss außer Gefecht und lässt ihn von Wrecker mitnehmen, wonach die Gruppe mit dem Droiden AZI-3 die Flucht antritt. Gleichzeitig verkündet Rampart gegenüber Gouverneur Tarkin, dass die Klontechnologie und die Wissenschaftler gesichert seien, woraufhin Tarkin die Zerstörung der Klonanlagen befiehlt. Anschließend bombardieren drei Sternenzerstörer der Venator-Klasse Tipoca City sowie umliegende Gebäude und bringen sie zum Einsturz. Aufgrund der Zerstörung der Landeplattformen ist die Einheit 99 gezwungen umzukehren, und zieht sich ins Innere der untergehenden Stadt zurück.                                    |           |                           |                  |                      |                                                |                                               |                                |
| 16 | 16        | Brennende Fluten          | Kamino Lost      | 13. Aug. 2021        | 13. Aug. 2021                                  | Saul Ruiz                                     | Jennifer Corbett               |
| Während das Bombardement der Sternenzerstörer noch in vollem Gange ist, wird die Einheit 99 voneinander getrennt. Parallel äußert ein Soldat gegenüber Vizeadmiral Rampart, dass die Klonanlagen vollständig zerstört seien, woraufhin auch die übrige imperiale Präsenz Kamino verlässt. Beim Versuch aus der untergehenden Stadt zu entkommen, werden Omega, AZI-3 und Crosshair in einem überfluteten Raum eingeschlossen, können aber von ihren Kameraden gerettet werden. Anschließend durchqueren sie die zerstörte Anlage, um einen Ausweg zu finden, wobei AZI vorschlägt, wasserdichte Schläuche zu benutzen, um dem einstürzenden Gebäude zu entkommen. Als die Mannschaft an die Oberfläche schwimmt, werden AZI-3 und Omega von Crosshair gerettet, nachdem ersterem der Strom ausgeht und Omega beim Versuch ihn zu retten, beinahe ertrinkt. Danach setzt die Einheit 99 Crosshair aus, der sich weigert sich ihnen anzuschließen, und bricht mit der Marauder zu unbekannten Gefilden auf. In der Zwischenzeit wird Nala Se von Klon Kommandos in eine geheime Einrichtung gebracht, wo ihr erklärt wird, dass sie aufgrund ihrer Fähigkeiten noch viel zu tun habe. |           |                           |                  |                      |                                                |                                               |                                |

## Staffel 2
| Nr. (ges.) | Nr. (St.) | Deutscher Titel                                         | Originaltitel          | Erstveröffentlichung USA | Deutschsprachige Erstveröffentlichung (D/A/CH) | Regie                           | Drehbuch                           |
| --- | --------- | ------------------------------------------------------- | ---------------------- | ------------------------ | ---------------------------------------------- | ------------------------------- | ---------------------------------- |
| 17 | 1         | Kriegsbeute                                             | Spoils of War          | 4. Jan. 2023             | 4. Jan. 2023                                   | Steward Lee                     | Jennifer Corbett                   |
| Nach dem erfolgreichen Abschluss eines Auftrages trifft Einheit 99 in Cids Spielsalon nicht nur auf diese, sondern auch deren Freundin, die Piratin Phee Genoa. Cid erteilt der Gruppe danach den Auftrag, einen Teil der Kriegskasse zu erbeuten, die sich im Schloss des verstorbenen Count Dooku auf Serenno befindet. Dort angekommen stellt die Gruppe fest, dass die Beute bereits vom Imperium abtransportiert wird, wodurch sich ihr Zeitfenster einschränkt. Beim Versuch einen Teil an sich zu nehmen, werden Omega, Tech und Echo in einem Container eingesperrt, dessen Transporter bereits den Orbit ansteuert. Obwohl es gelingt, den einzelnen Container vom Rest des Schiffes zu separieren, stürzt dieser mitsamt den drei in Richtung Oberfläche. |           |                                                         |                        |                          |                                                |                                 |                                    |
| 18 | 2         | RuinenKriegsschäden 1                                   | Ruins of War           | 4. Jan. 2023             | 4. Jan. 2023                                   | Nathaniel Villanueva            | Gina Lucita Monreal                |
| Trotz dem Verlust der Ladung überstehen Omega, Tech und Echo den Sturz unbeschadet und kommen bei dem einheimischen Überlebenden Romar Adell unter, welcher ihnen anfangs misstraut. Derweil flüchten Hunter und Wrecker durch das Schloss, werden aber durch den dort stationierten Captain Wilco verfolgt. Mittels eines geheimen Aufzuges gelangen sie in den unteren Bereich und entkommen in die dortige Stadt, von der aufgrund eines imperialen Orbitalschlags nur noch Ruinen existieren. Nach mehreren Feuergefechten mit Wilco und dessen Soldaten gelingt der Gruppe vereint die Flucht, wobei Romar in den Wald verschwindet. Wilco erhält schließlich Besuch von Vizeadmiral Rampart, der vom Überleben von Einheit 99 erfährt. Da er jedoch fürchtet, sein Versagen könne ihn bei Gouverneur Tarkin in Missgunst bringen, erschießt er den Captain, der in einen Abgrund stürzt. |           |                                                         |                        |                          |                                                |                                 |                                    |
| 19 | 3         | Der EinzelgängerDer einzelne Klon 1                     | The Solitary Clone     | 11. Jan. 2023            | 11. Jan. 2023                                  | Saul Ruiz                       | Amanda Rose Muñoz                  |
| Die unabhängige, ehemals den Separatisten zugehörige Welt Desix nimmt den neu eintreffenden Gouverneur Grotton als Geisel, als dieser die bisherige Gouverneurin Tawni Ames abzulösen versucht. Auf Coruscant erhält Crosshair unter dem Kommando von Commander Cody von Rampart den Befehl, den Gouverneur zu befreien und die Welt mit allen notwendigen Mitteln zu sichern. Bei ihrer Ankunft auf Desix wird das Shuttle beschossen und stürzt ab. Crosshair und Cody verschaffen sich in Unterzahl Zutritt in die Stadt, die mit umprogrammierten Kampf- und einem Kommandodroiden sowie einem alten Panzer der Separatisten Widerstand leistet. Nach Erreichen von Ames lässt diese auf Bitten Codys Grotton frei. Jener ordnet ihre Exekution an, die Crosshair umgehend ausführt, während Cody deutliche Zweifel hegt. Desix wird Teil des Imperiums. Erneut zu Rampart beordert erklärt dieser gegenüber Crosshair, dass Cody kurze Zeit nach der Mission desertiert sei. Crosshair erhält einen neuen Auftrag. |           |                                                         |                        |                          |                                                |                                 |                                    |
| 20 | 4         | Schneller                                               | Faster                 | 18. Jan. 2023            | 18. Jan. 2023                                  | Steward Lee                     | Matt Michnovetz                    |
| Während Hunter und Echo zu einem weiteren Auftrag unterwegs sind, nimmt Cid Omega, Tech und Wrecker zu einem Crash-Rennen auf Safa Toma mit, um ihren eingebildeten Droidenrenner TAY-0 zu besuchen. Cid wird von Millegi, einem ihrer Geschäftskonkurrenten, und seinem Rennfahrer Jet Venim zu einem Rennen herausgefordert. Bereits in der zweiten Runde befiehlt Millegi Venim zu betrügen, wodurch TAY-0 verliert. Als Millegi kommt, um sein Geld zu holen, fordert Omega ihn zu einem weiteren Rennen für Cids Freiheit heraus, aber kurz vor dem Rennen verunglückt TAY-0. Tech nimmt den Platz von TAY-0 als Cids Pilot ein und gewinnt das Rennen, indem er seinen Intellekt einsetzt, um seinen Mangel an Erfahrung auszugleichen. Millegi hält seinen Teil der Abmachung ein, warnt die Klone jedoch, dass sich Cid eines Tages gegen sie wenden könnte. |           |                                                         |                        |                          |                                                |                                 |                                    |
| 21 | 5         | Begraben                                                | Entombed               | 25. Jan. 2023            | 25. Jan. 2023                                  | Nathaniel Villanueva            | Christopher Yost                   |
| Bei der Durchsuchung eines Schrottplatzes nach brauchbarem Material finden Omega und Wrecker einen uralten Kompass mit Koordinaten für das unerforschte Kaldar Trinary, das einen vorborgenen Schatz beherbergen soll. Phee Genoa und Omega überreden den Bad Batch, in das System aufzubrechen, in dem der Kompass sie nach Skara Nal führt, wo ein legendärer Kristall, das Herz des Berges, ruht. Sie finden den Stein, doch als sie ihn entfernen, entpuppt sich Skara Nal als ein uralter Weltuntergangs-Mech, der Amok läuft. Dem Bad Batch und Genoa gelingt es, den Kristall zurückzubringen, wodurch die Maschine deaktiviert und zerstört wird. |           |                                                         |                        |                          |                                                |                                 |                                    |
| 22 | 6         | HeimatWurzeln 1                                         | Tribe                  | 1. Feb. 2023             | 1. Feb. 2023                                   | Steward Lee                     | Matt Michnovetz                    |
| Als der Bad Batch auf einer Raumstation einen neuen Auftrag annehmen will, trifft Omega auf den Wookie Gungi, einen der Handvoll Überlebenden des Jedi-Ordens. Entschlossen ihn zurückzubringen, reist die Gruppe nach Kashyyyk, wo bereits plündernde Trandoshaner mit den Truppen des Imperiums paktieren. Mithilfe weiterer Wookies gelingt es die Angreifer zurückzuschlagen, wobei Gungi mit den seinen wiedervereint wird. |           |                                                         |                        |                          |                                                |                                 |                                    |
| 23 | 7         | Die Klon-Verschwörung                                   | The Clone Conspiracy   | 8. Feb. 2023             | 8. Feb. 2023                                   | Nathaniel Villanueva            | Ezra Nachman                       |
| Im imperialen Senat stößt das von Admiral Rampart vorgestellte neue Rekrutierungsgesetz, welches den Aufbau einer Armee aus imperialen Bürgern regeln soll, auf Widerstand. Die amtierende Vertreterin von Pantora, Senatorin Riyo Chuchi sieht allerdings die Rechte und Zukunft der Klone in Gefahr. Nach einer von Senator Bail Organa angeregten Verschiebung der Abstimmung trifft Chuchi auf den Klon Slip und erfährt von den wahren Hintergründen der Zerstörung aller Städte auf Kamino. Dieser war an Bord von Ramparts Venator-Kreuzer und erklärt, dass die Städte absichtlich zerstört wurden und nicht, wie von Rampart behauptet, durch einen Sturm untergingen. Der Klon lehnt es ab, vor dem Senat auszusagen, verrät allerdings, dass er Beweise auf Ramparts Kreuzer gespeichert habe. Ein von jenem geschickter Attentäter tötet ihn jedoch, wobei Chuchi von Captain Rex gerettet wird. Beim anschließenden Versuch ihn zu verhören, begeht der Attentäter aber Suizid. |           |                                                         |                        |                          |                                                |                                 |                                    |
| 24 | 8         | Die Wahrheit und ihre FolgenWahrheit und Konsequenzen 1 | Truth and Consequences | 8. Feb. 2023             | 8. Feb. 2023                                   | Steward Lee                     | Damani Johnson                     |
| Um an die hinterlegten Beweise zu kommen, kontaktiert Rex den Bad Batch, die mit ihm später in den Schiffswerften Ramparts Kreuzer infiltrieren. Derweil werden Chuchi und die sie begleitende Omega erneut von Organa aufgesucht, der ihnen rät, dem Geld zu folgen und dadurch Rampart zu konfrontieren. Bei einer Unterredung mit der in Ungnade gefallenen Senatorin Halle Burtoni, einer ehemaligen Senatorin Kaminos, erfahren sie von Ramparts Abzweigung von Geldern in andere Projekte. Dieser verteidigt sich gekonnt bei der anschließenden Sitzung und verlangt handfeste Beweise. Nachdem der Bad Batch und Rex nur knapp mit den Beweisen entkommen, legen Chuchi und Organa diese dem Senat vor; die dabei abgespielte Aufzeichnung bestätigt eindeutig die absichtliche Zerstörung unter Ramparts Aufsicht. Als Tumult im Saal ausbricht, trifft Imperator Palpatine samt Großwesir Mas Amedda persönlich ein und lässt Rampart verhaften. Allerdings bringt er mit einstimmiger Entscheidung des Senats das Gesetz durch und läutet aufgrund der aufgedeckten Geschehnisse das Zeitalter der imperialen Sturmtruppen ein. Dennoch entscheidet sich Chuchi, weiterhin für die Rechte der Klone einzutreten. Auch Echo verabschiedet sich vom Bad Batch, da er fortan Rex unterstützen will. |           |                                                         |                        |                          |                                                |                                 |                                    |
| 25 | 9         | Der Übergang                                            | The Crossing           | 15. Feb. 2023            | 15. Feb. 2023                                  | Nathaniel Villanueva            | Brooke Roberts                     |
| Cid schickt den Bad Batch aus, um in einer kürzlich erworbenen Mine das Mineral Ipsium abzubauen; während der Expedition wird das Schiff des Teams gestohlen. Sie sind gezwungen, sich zu einem Raumhafen durchzuschlagen und werden in einer anderen Mine verschüttet, als ihr geborgenes Ipsium durch ein Gewitter zur Explosion gebracht wird. Omega, die mit den plötzlichen Wendungen der letzten Zeit nicht zurechtkommt, entdeckt eine Ipsium-Ader, doch bei dem Versuch, sie zu ernten, werden sie und Tech von den anderen getrennt. Die zwei führen ein Gespräch über die Anpassung an die Veränderungen im Leben, bevor sie gemeinsam mit Hunter und Wrecker einen anderen Ausweg finden. Der Raumhafen ist verlassen, aber es gelingt dem Team, Cid zu kontaktieren, die sich bereit erklärt, sie in ein paar Tagen abzuholen. |           |                                                         |                        |                          |                                                |                                 |                                    |
| 26 | 10        | Die Rückholaktion                                       | Retrieval              | 22. Feb. 2023            | 22. Feb. 2023                                  | Steward Lee                     | Moises Zamora                      |
| Die Marauder wird von ihrem Dieb, einem Jungen namens Benni Baro, zum Minenaufseher Mokko gebracht, der das Schiff zerlegen will, um dessen Einzelteile zu verkaufen. Omega kann die Marauder über den Energieroboter an Bord aufspüren. Der Bad Batch infiltriert Mokkos Minenbasis und zwingt Benni, sie zur Marauder zu führen. Benni, der hofft, damit Mokkos Gunst zu gewinnen, verrät die Anwesenheit der Gruppe. Kurz bevor sie gefangen genommen werden, entdeckt Omega, dass Mokko seinen Arbeitern die immer noch enormen Gewinne der Mine vorenthalten hat. Mit dieser Enthüllung kann Benni seine Kameraden gegen Mokko aufbringen, der daraufhin zu Tode stürzt. Der Bad Batch repariert das Schiff und verlässt den Planeten. |           |                                                         |                        |                          |                                                |                                 |                                    |
| 27 | 11        | Die Verwandlung                                         | Metamorphosis          | 1. März 2023             | 1. März 2023                                   | Saul Ruiz                       | Sabir Pirzada                      |
| In der Forschungseinrichtung Mount Tantiss auf dem Planeten Wayland eingesperrt, weigert sich Nala Se nach wie vor, das Imperium bei der Klontechnologie zu unterstützen. Der neu eingetroffene Dr. Hemlock, ein früherer Kollege, verlangt danach, Kaminos früheren Premierminister Lama Su vor Ort zu bringen, um Nala Se zur Kooperation zu bringen. Der Bad Batch erhält derweil von Cid den Auftrag, ein abgestürztes Schiff zu plündern, auf dem sie eine lohnende Beute erwartet. Bei der späteren Untersuchung des Schiffes stellt die Gruppe aber fest, dass die komplette Besatzung getötet wurde und trifft auf ein aggressives Wesen. Dieses flüchtet nach kurzem Kampf und wächst durch elektrische Ladungen zu einer enormen Größe heran. Tech ermittelt daraufhin, dass es sich bei dem Wesen um einen Klon des Zillo-Biests handelt, der während der Klonkriegen von Kanzler Palpatine in Auftrag gegeben wurde. Zudem wird klar, dass die Zerstörung der Klonanlagen der Kontrolle des Imperiums über die Klontechonolgie diente. Während der Gruppe bei anrückenden imperialen Truppen knapp die Flucht gelingt, nehmen die Sturmtruppen die Bestie in Gewahrsam und deportieren die Bewohner der benachbarten Siedlung. Erneut in Mount Tantiss trifft in Gegenwart Hemlocks Lama Su ein, der vor der Zerstörung der Klonanlagen nach Coruscant gebracht worden war. Er erklärt, dass Nala Se dann kooperieren wird, wenn man den weiblichen Klon findet, der ihr einiges bedeutet. |           |                                                         |                        |                          |                                                |                                 |                                    |
| 28 | 12        | Der Außenposten                                         | The Outpost            | 8. März 2023             | 8. März 2023                                   | Nathaniel Villanueva & Brad Rau | Jennifer Corbett                   |
| Crosshair wird Lieutenant Nolan zugeteilt und reist zu einem abgelegenen imperialen Außenposten auf Barton-4 unter dem Kommando eines Klons namens Mayday. Der Außenposten wird angegriffen, und zwei Frachtkisten mit geheimen Gütern werden gestohlen. Nolan befiehlt Crosshair und Mayday, die Fracht zu bergen. Die beiden Klone eliminieren die Diebe und finden die Fracht, bei der es sich um eine Stormtrooper-Rüstung handelt, doch eine Lawine verletzt Mayday schwer und begräbt die Fracht. Crosshair trägt Mayday zurück zum Außenposten, aber Nolan tadelt ihn für ihr Versagen und weigert sich, einen Sanitäter für Mayday bereitzustellen, der daraufhin seinen Verletzungen erliegt. Genervt von Nolans Arroganz und seiner Respektlosigkeit gegenüber Klonen tötet Crosshair Nolan, bevor er das Bewusstsein verliert. Später wacht er in einer imperialen Operationskammer auf, wo Emerie Karr ihm befiehlt, mit ihr zu kooperieren, wenn er überleben will. |           |                                                         |                        |                          |                                                |                                 |                                    |
| 29 | 13        | Pabu                                                    | Pabu                   | 15. März 2023            | 15. März 2023                                  | Steward Lee                     | Amanda Rose Muñoz                  |
| Nach Problemen mit Cid entscheidet sich die Gruppe Phee Genoa zu begleiten und reisen zur tropischen Welt Pabu, wo sie freundlich empfangen werden. Während der vorstehende Bürgermeister Shep Hazard die Gruppe herumführt, lernt Omega dessen Tochter Lyana kennen. Als ein Tsunami über die Stadt hereinbricht, gelingt es die unteren Ebenen rechtzeitig zu evakuieren, wobei viele Häuser zerstört werden. Aufgrund dessen entschließen sich Hunter und die anderen, beim Wiederaufbau zu helfen. |           |                                                         |                        |                          |                                                |                                 |                                    |
| 30 | 14        | Der Wendepunkt                                          | Tipping Point          | 22. März 2023            | 22. März 2023                                  | Saul Ruiz                       | Jennifer Corbett & Matt Michnovetz |
| Ein imperialer Gonzanthi-Frachter ist auf dem Weg, um mehrere abtrünnige Klone an einen unbekannten Ort zu bringen, doch ein fremdes Schiff taucht plötzlich auf, attackiert und entert den Frachter. Das Enterteam – bestehend aus Echo, Gregor sowie zwei anderen Klonen – befreit die Gefangenen, darunter Captain Howzer, wobei es Echo gelingt, ein verschlüsseltes Datenfragment zu kopieren. Als ein Venator-Kreuzer eintrifft, ergreifen die Klone die Flucht und kehren nach Coruscant zurück, wo sie ihre Erkenntnisse mit Senatorin Chuchi teilen. Echo besucht Pabu und gibt die Daten an Tech weiter, um sie zu entschlüsseln. In Mount Tantiss verweigert sich Crosshair der Kooperation, obgleich Hemlock ihm Freiheit verspricht. Nach einer kurzen Flucht und dem Absetzen eines Notrufes wird Crosshair abermals eingefangen und mit Medikamenten behandelt. Derweil äußert sich Gouverneur Tarkin im persönlichen Gespräch mit Hemlock besorgt darüber, dass immer mehr Klone die Befehle des Imperiums verweigern. Hemlock versichert allerdings eine umfassende Lösung für diese Problematik und soll sie bei einem von Tarkin angeregten Gipfel vorstellen. Tech ermittelt aus den Daten, dass noch etliche andere Klone verlegt wurden, darunter Crosshair, kann aber das Ziel nicht herausfinden; weiterhin empfängt er einen Notruf von Crosshair, der auf einen Plan 88 hinweist.                                                                                            |           |                                                         |                        |                          |                                                |                                 |                                    |
| 31 | 15        | Der Gipfel                                              | The Summit             | 29. März 2023            | 29. März 2023                                  | Nathaniel Villanueva            | Matt Michnovetz                    |
| Mit der Intention Hemlocks Versteck aufzuspüren, verfolgt die Gruppe dessen Schiff auf die Welt Eriadu, dem Heimatplaneten Tarkins. Dort präsentiert Hemlock auf dem Gipfel, bei dem auch Commander Orson Krennic, General Hurst Romodi und Admiral Barton Coburn anwesend sind, seinen Plan. Demzufolge sollen die Klone als Versuchspersonen für ein weiteres Projekt herhalten. Mittels einer Seilbahn verschafft die Gruppe sich Zugang zur Einrichtung, wo sie unerwartet auf Saw Gerrera treffen. Dieser hat Sprengladungen verlegt und plant die anwesende Führungsriege zu töten, doch durch den Widerstand der Gruppe stiehlt er ein imperiales Shuttle und ergreift die Flucht. Während die Führungsriege in einem gesicherten Raum verbleibt und Krennic über das Projekt „Kleiner Stern“ informiert, flüchtet das Bad Batch mit der Seilbahn. Auf halber Strecke bleibt diese jedoch liegen. |           |                                                         |                        |                          |                                                |                                 |                                    |
| 32 | 16        | Plan 99                                                 | Plan 99                | 29. März 2023            | 29. März 2023                                  | Steward Lee                     | Jennifer Corbett                   |
| Beim Versuch die Seilbahn wieder zum Laufen zu bringen, gerät diese unter den Beschuss durch Sturmtruppen, wobei Tech die Energiezufuhr wiederherstellt. Als von Tarkin ausgesandte V-Flügler die Bahn beschießen, bricht einer beiden Wagen mit jenem vom Seil und droht den anderen mit hinunter zu ziehen. Entgegen der Auffassung der anderen schießt Tech schließlich auf die Kupplung und stürzt mitsamt dem Wagen in die Tiefe. Den anderen gelingt jedoch die Flucht, ehe sie nach Ord Mantell zurückkehren. Dort verrät Cid sie kurz darauf ans Imperium, wobei Hemlock persönlich erscheint und Omega in seine Einrichtung bringen lässt. Hunter und Wrecker, die dabei gefangen genommen wurden, gelangen durch ein Ablenkungsmanöver Echos zu ihm und AZI-3, ehe sie zusammen abermals in der Marauder fliehen. Trotz ihrem vorherigen Entschluss, das Soldatenleben hinter sich zu lassen, beschließen sie Omega zurückzuholen. Diese trifft mit Hemlock in der Gegenwart Nala Ses in Mount Tantiss ein und wird zur Wissenschaftlerin Karr gebracht. Jene enthüllt Omega in einem Raum mit einigen Klonen, darunter Crosshair sowie unbekannten Apparaturen, dass sie beide Schwestern seien. |           |                                                         |                        |                          |                                                |                                 |                                    |

## Staffel 3
| Nr. (ges.) | Nr. (St.) | Deutscher Titel          | Originaltitel           | Erstveröffentlichung | Deutschsprachige Erstveröffentlichung (D/A/CH) | Regie                             | Drehbuch                           |
| --- | --------- | ------------------------ | ----------------------- | -------------------- | ---------------------------------------------- | --------------------------------- | ---------------------------------- |
| 33 | 1         | Gefangen                 | Confined                | 21. Feb. 2024        | 21. Feb. 2024                                  | Saul Ruiz                         | Jennifer Corbett                   |
| Omega, die nach der Gefangennahme durch das Imperium, wieder unfreiwillig Teil der Klonabteilung von Mount Tantiss auf Wayland wird, lebt dort einen tristen Alltag, wo sie die Nächte eingesperrt in einer Zelle verbringen muss. An der Seite ihrer Klonschwester Karr muss sie Blutproben der verbliebenen Klone entnehmen und Nala Se überantworten. Bei dieser geheimen Forschung, dessen Ziel zunächst unklar ist, wird auch Omega Blut abgenommen, welches Se jedoch jeden Tag heimlich vernichtet. Der inhaftierte Crosshair rät Omega bei ihren Begegnungen in der Anlage stets, um keinen Preis zu versuchen, diesen Ort zu verlassen. Als Omega sich mit dem Lurca-Hund Batcher anfreundet, deren Spezies vom Imperium für Sicherheitszwecke missbraucht werden, befreit sie das Tier, als Omega erfährt, dass Batcher eingeschläfert werden soll. |           |                          |                         |                      |                                                |                                   |                                    |
| 34 | 2         | Wege ins Unbekannte      | Paths Unknown           | 21. Feb. 2024        | 21. Feb. 2024                                  | Nate Villanueva                   | Matt Michnovetz                    |
| In einer Nebenhandlung begeben sich Hunter und Wrecker zu einer verlassenen Klonanlage des Imperiums. Dort treffen sie auf mehrere Klonkadetten, die einst von der Anlage unter dem Kommando von Dr. Hemlock fliehen konnten. Als sie in der verlassenen Anlage gegen ein riesiges Monster kämpfen müssen, verspricht Hunter den Klonen, sie nach Pabu, der Insel für Flüchtige vor dem Imperium, zu bringen. |           |                          |                         |                      |                                                |                                   |                                    |
| 35 | 3         | Die Schatten von Tantiss | Shadows of Tantiss      | 21. Feb. 2024        | 21. Feb. 2024                                  | Steward Lee                       | Matt Michnovetz                    |
| Zurück auf Wayland kündigt sich dort Imperator Palpatine persönlich für einen Besuch auf der Klonanlage an, woraufhin Nala Se Omega zu verstehen gibt, dass sie sofort flüchten muss. Während ihrer Flucht gelingt es Omega, Crosshair zu befreien, – jedoch schafft sie es nicht, wie Se zuvor eine ihrer eigenen Blutproben zu zerstören und vor dem Imperium zu vertuschen. Als der Imperator auf der Anlage eintrifft, lässt er sich in einem abgesicherten Bereich des Gebäudes von Hemlock den Fortschritt des geheimen Projekt Nekromant präsentieren. Als das Imperium von der Flucht von Omega und Crosshair erfahren und die Verfolgung aufnimmt, bricht Hemlock diese jedoch abrupt ab, als er von Karr die geheimnisvollen Ergebnisse von Omegas Blutprobe erfährt. |           |                          |                         |                      |                                                |                                   |                                    |
| 36 | 4         | Ein neuer Ansatz         | A Different Approach    | 28. Feb. 2024        | 28. Feb. 2024                                  | Saul Ruiz                         | Ezra Nachman                       |
| Aufgrund zu großer Schäden an ihrem Schiff stranden Omega und Crosshair auf dem fremden Planeten Lau. Hemlock stellt derweil Se in Aussicht, dass ihr Verbleib nach dem Zurückbringen von Omega ungewiss sei. Diese und Crosshair erreichen schließlich einen Raumhafen, wobei ihnen jedoch eine schnelle Abreise zunächst verwehrt bleibt. Nach einem Zwischenfall mit imperialen Kräften entkommen sie schließlich mit einem neuen Schiff und treffen nach langer Zeit Hunter und Wrecker wieder. Hemlock besichtigt unterdessen die Absturzstelle und ordnet an, alle möglichen Agenten zu aktivieren. |           |                          |                         |                      |                                                |                                   |                                    |
| 37 | 5         | Die Rückkehr             | The Return              | 6. März 2024         | 6. März 2024                                   | Nate Villanueva                   | Amanda Rose Muñoz                  |
| Wieder zurück auf Pabu tut sich Crosshair schwer als erneuter Teil der Gruppe, zumal Hunter ihm noch misstraut. Um mehr über Mount Tantiss zu erfahren, begibt sich die Gruppe, wieder begleitet von Echo, zum mittlerweile verlassenen imperialen Außenposten auf dem Eisplaneten Barton-4. In einer Station rufen sie die Daten an einer imperialen Konsole ab und entkommen einem monströsen Wurm, ehe sie wieder die Heimreise antreten. |           |                          |                         |                      |                                                |                                   |                                    |
| 38 | 6         | Infiltration             | Infiltration            | 13. März 2024        | 13. März 2024                                  | Steward Lee                       | Brad Rau                           |
| Captain Rex und dessen Widerstandszelle rund um weitere Klonsoldaten arrangieren ein geheimes Treffen zwischen Senatorin Riyo Chuchi und dem ehemals den Separatisten angehörenden Senator Avi Singh. Beide beschließen sich zusammen zu tun, da der Imperator nunmehr ihrer beider Feind sei. Durch einen Attentäter wird das Treffen gestört, wenngleich es den Klonen gelingt, die Senatoren in Sicherheit zu bringen. Der Attentäter wird im Anschluss in die geheime Basis der Klone, dem großen Kloster auf dem Planeten Teth, gebracht und festgehalten. Als klar wird, dass der Attentäter auch Omega auf seiner Liste an Zielen hat, kontaktieren die Klone die Gruppe um Hunter und Co. Crosshair klärt im Verlauf die anderen über die Attentäter auf. Diese sind speziell konditioniert und gehören einer Spezialdivision von Hemlock an. Omega bringt zudem den M-Wert zur Sprache, vermag aber nicht zu sagen, was sich dahinter verbirgt. Einem weiteren Attentäter gelingt es schließlich die Basis zu infiltrieren, den gefangenen Attentäter sowie mehrere Klone zu töten und die Basis zu beschädigen, wodurch die Gruppe um Rex und Hunter im Inneren des Klosters festsitzt. Zeitgleich treffen zwei imperiale Schiffe mit Truppen unter dem Kommando von Commander Wolffe ein, einem alten Weggefährten von Rex aus den Klonkriegen. |           |                          |                         |                      |                                                |                                   |                                    |
| 39 | 7         | Extraktion               | Extraction              | 13. März 2024        | 13. März 2024                                  | Saul Ruiz                         | Jennifer Corbett & Matt Michnovetz |
| Die überlebenden Klone sowie die Klonheit 99 flüchten durch Tunnel im Untergrund der Basis, weiterhin verfolgt von Commander Wolffe und dessen Soldaten sowie dem Attentäter. Mit einem kleinen Shuttle planen die Überlebenden zu fliehen. Als dieses jedoch kurz nach dem Start abgeschossen wird, sind sie gezwungen, zu Fuß den Extraktionspunkt zu erreichen, wo Echo sie abholen soll. Crosshair lenkt dabei den Attentäter ab und stellt sich ihm im Kampf, zweiter stürzt infolgedessen einen Wasserfall hinunter, nachdem Captain Howzer Crosshair zu Hilfe eilt. Am Extraktionspunkt ist Echo nicht aufzufinden, stattdessen trifft Wolffe ein und verlangt von der Gruppe sich zu ergeben. Rex, den Wolffe seit Ende des Krieges für tot hielt, erklärt seinem Weggefährten daraufhin, was das Imperium den Klonen antut. Wolffe lässt die Gruppe schließlich entkommen, ordnet die Bergung der gefallenen Klone an und zieht von dannen; unterdessen schleppt sich der Attentäter wieder an Land. Rex empfiehlt derweil Hunter herauszufinden, weshalb Omega für das Imperium von so großer Bedeutung ist, wenn sie sie wirklich beschützen wollen. |           |                          |                         |                      |                                                |                                   |                                    |
| 40 | 8         | Tödliches Terrain        | Bad Territory           | 20. März 2024        | 20. März 2024                                  | Nate Villanueva                   | Matt Michnovetz                    |
| Via Holo Übertragung informiert Phee Genoa die Gruppe auf Pabu in der Sache des M-Werts, wonach das Imperium mehrere Kopfgeldjäger der Klasse 1 für bestimmte Ziele mit M-Wert anheuern würde. Um dem Rätsel ein Stück näher zu kommen, suchen Hunter und Wrecker nach Omegas Vorschlag die bereits mit ihnen vertraute Fennec Shand auf. Omega und Crosshair bleiben jedoch auf Hunters Anordnung auf Pabu zurück. Auf einer Raumstation eingetroffen machen Hunter und Wrecker Shand schließlich ausfindig, die sie im Gegenzug für die Ergreifung des Verbrechers Sylar Saris rekrutiert. Trotz Schwierigkeiten gelingt die Ergreifung von Shands Zielperson zwar, doch gegenüber ihren Mitstreitern erklärt sie danach, dass sie die Informationen erst beschaffen müsse. Bei der Abreise teilt Shand einem mysteriösen Kontakt mit, dass ein paar Klone am M-Wert-Kopfgeld interessiert seien und verspricht der Person alle verfügbaren Infos über die Schaden-Charge zu schicken. |           |                          |                         |                      |                                                |                                   |                                    |
| 41 | 9         | Die Vorbotin             | The Harbinger           | 27. März 2024        | 27. März 2024                                  | Steward Lee                       | Jennifer Corbett                   |
| Bei einem Spaziergang auf Pabu entdeckt Omega durch Batcher ein fremdes Schiff in einer Höhle und trifft kurz darauf die totgeglaubte Kopfgeldjägerin und ehemalige Jedi-Attentäterin Asajj Ventress. Diese entpuppt sich zugleich als Shands mysteriöser Kontakt. Als die Kloneinheit 99 dazustößt, erklärt Ventress ihnen die Bedeutung des M-Werts als Messwert von Midi-Chlorianern, von denen Machtnutzer einen hohen Wert besitzen. Ventress beschließt, Omega drei Tests zu unterziehen, wobei sie den ersten Test nicht besteht, dafür jedoch den zweiten. Zeitgleich misstrauen die Klone Ventress und greifen sie an; Ventress kann sie aber überwältigen. Nachdem Omega zurückkehrt, lässt Ventress von den Klonen ab, ehe sie sich kurze Zeit später dem dritten Test auf der offenen See widmen. Dort greift sie ein Wesen aus dem Meer an, doch Ventress gelingt es, dieses wieder zu besänftigen. Abschließend befindet sie, dass Omega keinen hohen M-Wert habe. Im Einzelgespräch ohne Omega deutet sie jedoch an, gelogen zu haben. Danach verabschiedet sie sich von der Gruppe, warnt sie aber, wonach sie auf Pabu nicht sicher seien. |           |                          |                         |                      |                                                |                                   |                                    |
| 42 | 10        | Identitätskrise          | Identity Crisis         | 3. Apr. 2024         | 3. Apr. 2024                                   | Saul Ruiz                         | Amanda Rose Muñoz                  |
| Auf Mount Tantiss wird Emerie Karr von Dr. Hemlock – als Nachfolgerin von Nala Se – in das geheime Projekt Nekromant eingeweiht; sie erfährt, dass der Imperator dafür machtsensitive Kinder mit hohem Midi-Chlorianer-Wert aus allen Ecken der Galaxis entführen lässt, um an ihnen Experimente durchführen zu lassen. In einem Gespräch mit Gouverneur Tarkin wird Hemlock von diesem auf die hohen finanziellen Aufwendungen für das Projekt angesprochen. Hemlock erklärt ihm, dass Palpatine selbst persönliches Interesse an Nekromant habe. Als der Kopfgeldjäger Cad Bane ein weiteres entführtes Kind in der Forschungseinrichtung abliefert und die anderen Kinder von Hemlock als reine Versuchsobjekte bezeichnet werden, kommen Emerie allmählich Zweifel an ihrer Arbeit. Inzwischen hat der imperiale Attentäter die Fährte zu Omegas Aufenthaltsort aufgenommen. |           |                          |                         |                      |                                                |                                   |                                    |
| 43 | 11        | Entdeckt                 | Point of No Return      | 3. Apr. 2024         | 3. Apr. 2024                                   | Nate Villanueva                   | Amanda Rose Muñoz                  |
| Bei einem Zwischenstopp schleicht sich Hemlocks Attentäter in Phees Schiff und extrahiert aus der Schiffsdatenbank Informationen zur Ermittlung von Omegas Aufenthaltsort. Als sich Kloneinheit 99 zur Abreise von Pabu vorbereitet, trifft zunächst der Attentäter ein und bestätigt Hemlock, dass Omega auf Pabu ist. Wenig später erscheint ein Venator-Kreuzer mit imperialen Kräften. Der Attentäter schneidet dabei Kloneinheit 99 von allen Fluchtmöglichkeiten ab, indem er selbst das Schiff der Gruppe – die Marauder – sprengt, wobei Wrecker verletzt wird. Kurz darauf zerstören die imperialen Truppen alle Schiffe und Skiffs. Während sie dem Aufenthaltsort der Gruppe immer näher kommen, versucht Hunter erfolglos, ein Gunship zu stehlen. Omega beschließt daraufhin, sich zu stellen, trägt jedoch ein Peilgerät mit sich. Als dies entdeckt wird, verlässt der Attentäter mit Omega Pabu, ohne dass Einheit 99 ihnen folgen kann. |           |                          |                         |                      |                                                |                                   |                                    |
| 44 | 12        | Juggernaut               | Juggernaut              | 10. Apr. 2024        | 10. Apr. 2024                                  | Steward Lee                       | Ezra Nachman                       |
| Wieder zurück auf Tantiss wird Omega direkt zu Hemlock gebracht, welcher sich erfreut zeigt und sie im Anschluss Emerie überlässt. Hunter, Wrecker und Crosshair gelingt derweil mit AZI-3 und Phee die Flucht von Pabu in deren Schiff. Crosshair erklärt dabei, dass sie noch nicht alle Möglichkeiten ausgeschöpft hätten, Tantiss zu finden. Laut ihm wüsste der mittlerweile eingesperrte Admiral Edmon Rampart den Aufenthaltsort der Basis. Zu diesem Zweck infiltriert die Gruppe ein Arbeitslager auf der Welt Erebus, befreit Rampart schließlich und entkommt den imperialen Kräften. Zunächst mittels eines Juggernaut, ehe Phee die Klone wieder abholt. Rampart bemerkt hingegen, dass niemand die genauen Koordinaten von Tantiss kenne und er sowie die Klone nun in einer gemeinsamen Sache stecken. Emerie bestätigt zeitgleich mit den Tests die wichtige Eigenschaft von Omegas Blutprobe, woraufhin Hemlock den jungen Klon zum Speicher bringt, wo sich die anderen machtsensitiven Kinder befinden. |           |                          |                         |                      |                                                |                                   |                                    |
| 45 | 13        | In die Bresche           | Into the Breach         | 17. Apr. 2024        | 17. Apr. 2024                                  | Saul Ruiz                         | Brad Rau                           |
| Im Speicher von Mount Tantiss freundet sich Omega langsam mit den anderen machtsensitiven Kindern an und weiht diese in ihren Plan ein, der die Flucht durch die Zugänge vorsieht, wohin die Droiden mit den Blutproben verschwinden. Derweil treffen sich Hunter, Wrecker und Crosshair sowie Rampart mit Echo, der mit einem gestohlenen Shuttle eintrifft. Nach der Befragung von Rampart reist die Gruppe nach Coruscant und infiltriert eine Raumstation im Orbit des Planeten, auf der sie die Koordinaten für Tantiss stehlen wollen. Mit schwarz gefärbten Rüstungen und Rampart als ihrem augenscheinlichen Vorgesetzten gelangen sie erfolgreich in die Station, wo sie aber feststellen, dass die Sicherung der Koordinaten nur auf abfliegenden Schiffen möglich ist. Echo begibt sich daraufhin auf das nächste Wissenschaftsschiff mit dem Ziel Wayland und schaltet die Annäherungs-Sensoren ab. Dadurch können die anderen drei Klone und Rampart mit dem gestohlenen Shuttle am Wissenschaftsschiff andocken, kurz bevor dieses in den Hyperraum springt. |           |                          |                         |                      |                                                |                                   |                                    |
| 46 | 14        | Ansturm                  | Flash Strike            | 24. Apr. 2024        | 24. Apr. 2024                                  | Nate Villanueva                   | Brad Rau                           |
| Hemlock lässt Mount Tantiss in Alarmbereitschaft und den Speicher in den Lockdown versetzen sowie Abwehrmaßnahmen einleiten, als Commander Scorch ihm von der möglichen Infiltration des Schiffes berichtet. Das Shuttle mit Hunter, Wrecker, Crosshair und Rampart an Bord koppelt sich zwar unmittelbar nach der Ankunft im Orbit von Wayland vom anderen Schiff ab, wird jedoch von mehreren V-Flüglern getroffen und stürzt im Dschungel ab. Der Gruppe gelingt es noch rechtzeitig abzuspringen, ehe sie versuchen den Patrouillen zu entkommen. Rampart weckt dabei unabsichtlich eine einheimische Bestie, wird von den Klonen getrennt und schließlich von der Patrouille gefunden. Echo schleicht sich unterdessen als Sturmtruppler verkleidet durch die Basis und sucht nach Omega, wird aber von Emerie erkannt. Sie erklärt ihm im folgenden Gespräch, dass er ihr vertrauen müsse, wenn sie die Kinder befreien wollen. Omega hat zeitgleich mittels der Zugänge die Basis weiter erforscht und entdeckt den gefangenen Klon des Zillo-Biests. Gegenüber den Kindern lässt sie verlauten, dass dieser ihr Weg raus sein soll. |           |                          |                         |                      |                                                |                                   |                                    |
| 47 | 15        | Entscheidung auf Tantiss | The Cavalry Has Arrived | 1. Mai 2024          | 1. Mai 2024                                    | Steward Lee, Saul Ruiz & Brad Rau | Jennifer Corbett                   |
| Omega und den Kindern gelingt schließlich die Flucht, wobei sie das Zillo-Biest befreien, welches sogleich Chaos auf der Forschungseinrichtung anrichtet und in den Dschungel verschwindet. Hunter, Wrecker und Crosshair können dadurch in die Basis eindringen, werden jedoch von einer Reihe Attentäter gestellt und gefangen, die Hemlock noch in der Hinterhand besaß. Zwischenzeitlich kündigt sich Gouverneur Tarkin für einen Besuch von Mount Tantiss an und zeigt sich besorgt über die aktuellen Entwicklungen dort. Emerie und Echo treffen nach kurzer Zeit auf Omega und die Kinder, wobei erstere mit den Kindern von Wayland fliehen kann. Omega und Echo befreien im Anschluss alle Gefangenen, darunter auch Rampart und Nala Se. Letztere versucht, die Forschungsdaten zu vernichten, wird aber unmittelbar von Rampart angeschossen, der die Daten zur Erpressung nutzen will. Beide sterben allerdings, als Nala Se einen Thermaldetonator aktiviert; die Daten werden bei der folgenden Explosion ebenfalls vernichtet. Im weiteren Verlauf bewahrt Omega ihre Brüder vor der drohenden Umkonditionierung und befreit sie, wird jedoch von Hemlock im Chaos mitgenommen. Hunter und Crosshair stellen Hemlock schließlich und retten Omega erneut, Hemlock und auch Scorch kommen aber beide um. Einige Zeit später erreicht Gouverneur Tarkin Mount Tantiss und ordnet die Stilllegung der Forschungseinrichtung an, die Geldmittel Hemlocks werden fortan bei Projekt: Kleiner Stern eingesetzt. Die Klone und die Kinder lassen sich indes auf Pabu nieder, bis sie einen genauen Plan für ihre Zukunft haben. Ein Zeitsprung viele Jahre später zeigt eine ältere Omega, die sich der Rebellion anschließen will. Sie verabschiedet sich von Hunter, der ihr aber versichert, da zu sein, wenn sie ihn und die anderen brauche. |           |                          |                         |                      |                                                |                                   |                                    |